# جوستين رايلانس
جوستين رايلانس (بالإنجليزية: Heath Rylance)‏ هو لاعب كرة قدم أمريكية ولاعب كرة القدم الكندية أمريكي، ولد في 21 يونيو 1972.

## وصلات خارجية
- جوستين رايلانس على موقع JustSportsStats.com (الإنجليزية)